# Heinrich von Preußen (1862–1929)

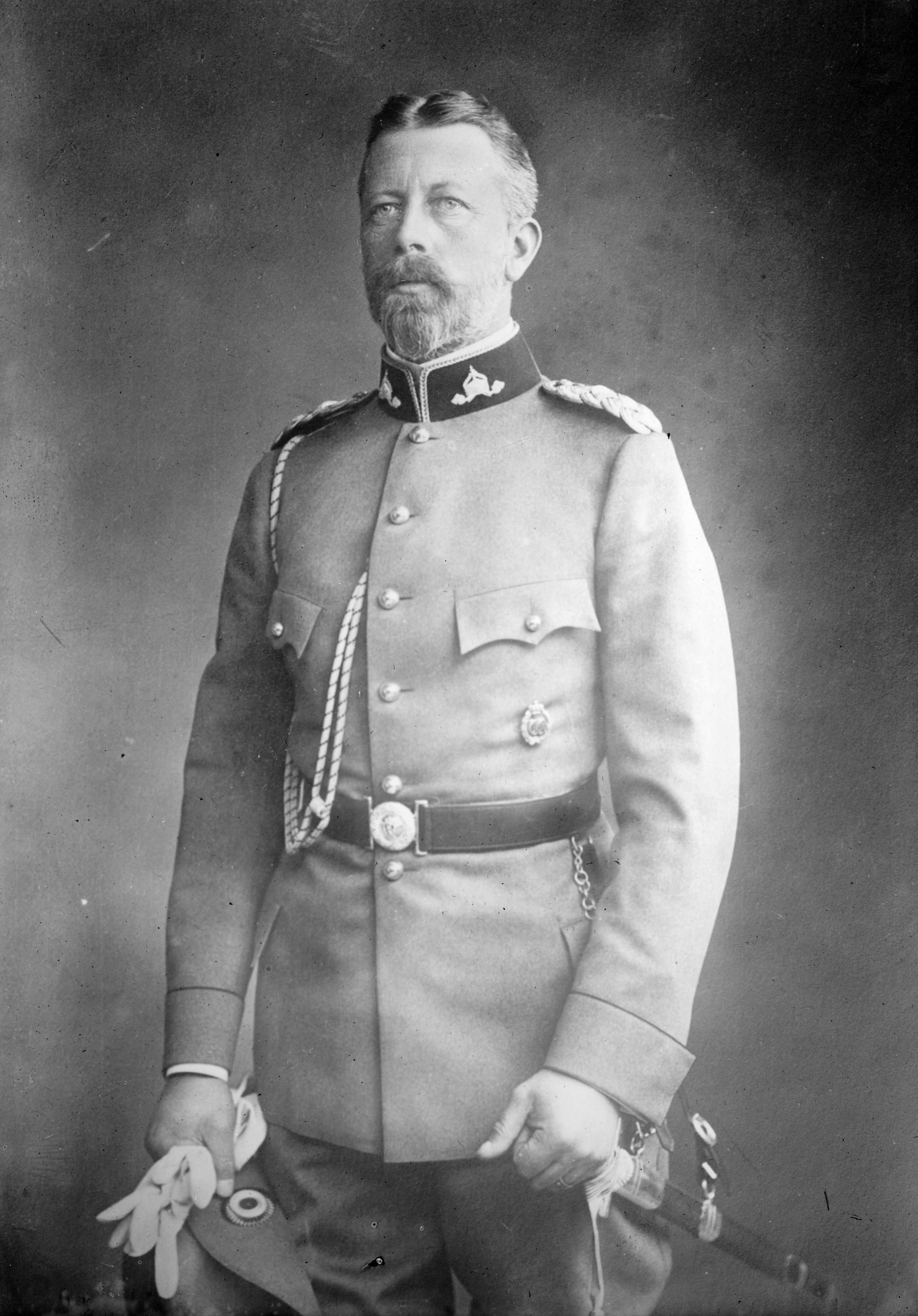
Heinrich von Preußen in der Uniform des Deutschen Freiwilligen Automobil-Korps, 1911

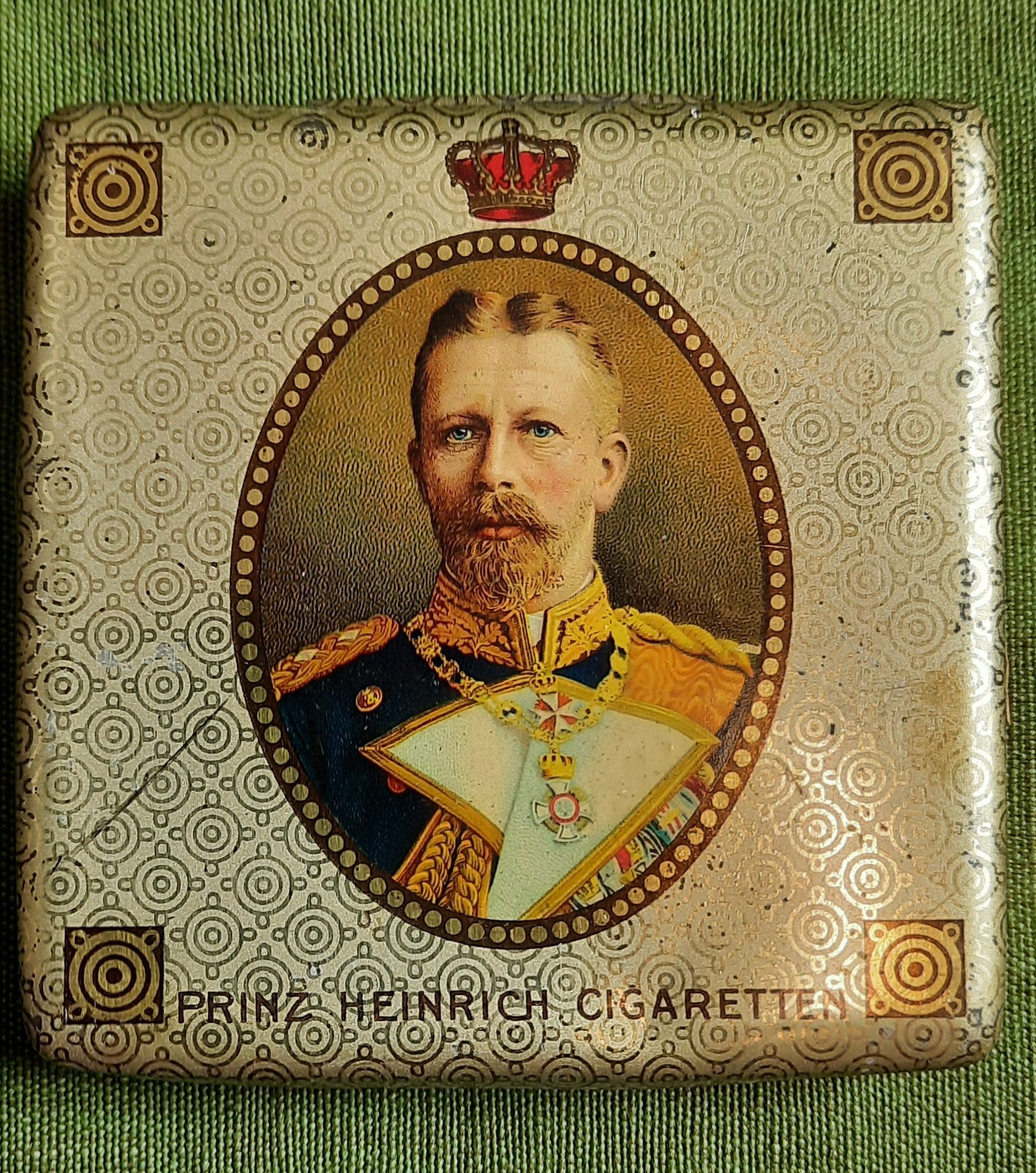
Porträt auf der Prinz Heinrich Cigaretten-Dose der Adler Compagnie Cigarettenfabrik AG in Dresden;
Mehrfarb-Lithografie auf einer Blechdose; zwischen 1900 und 1930; Stadtmuseum Einbeck

Albert Wilhelm Heinrich Prinz von Preußen (* 14. August 1862 in Potsdam; † 20. April 1929 auf Gut Hemmelmark, Schleswig-Holstein) war ein jüngerer Bruder Kaiser Wilhelms II. und Großadmiral sowie Generalinspekteur der Kaiserlichen Marine.

## Frühes Leben
Albert Wilhelm Heinrich von Preußen war ein Sohn des späteren deutschen Kaisers und Königs von Preußen Friedrich III. und Enkel Wilhelms I. Seine Mutter, Victoria von Großbritannien und Irland, genannt Vicky, war die älteste Tochter der britischen Königin Victoria. Heinrich war der jüngere Bruder Wilhelms II.
In der Kindheit gelang es Heinrich nur schwer, den hohen Anforderungen seiner Mutter gerecht zu werden. Ähnlich wie sein Bruder Wilhelm und seine Schwester Charlotte hatte er einen schlechten Stand bei den Eltern. Die Mutter Vicky schrieb darüber in einem Brief an ihre Mutter Victoria: „Er ist schrecklich zurückgeblieben in allem … ist hoffnungslos faul – langweilig und träge in seinen Schulstunden.“
Schon früh wurde Heinrichs Begeisterung für die Marine gefördert. Im Park des Neuen Palais zu Potsdam errichtete man einen Schiffsmast mit Segeln und Strickleitern. Dort konnte Heinrich üben und wurde von einem Matrosen ausgebildet.

## Familie

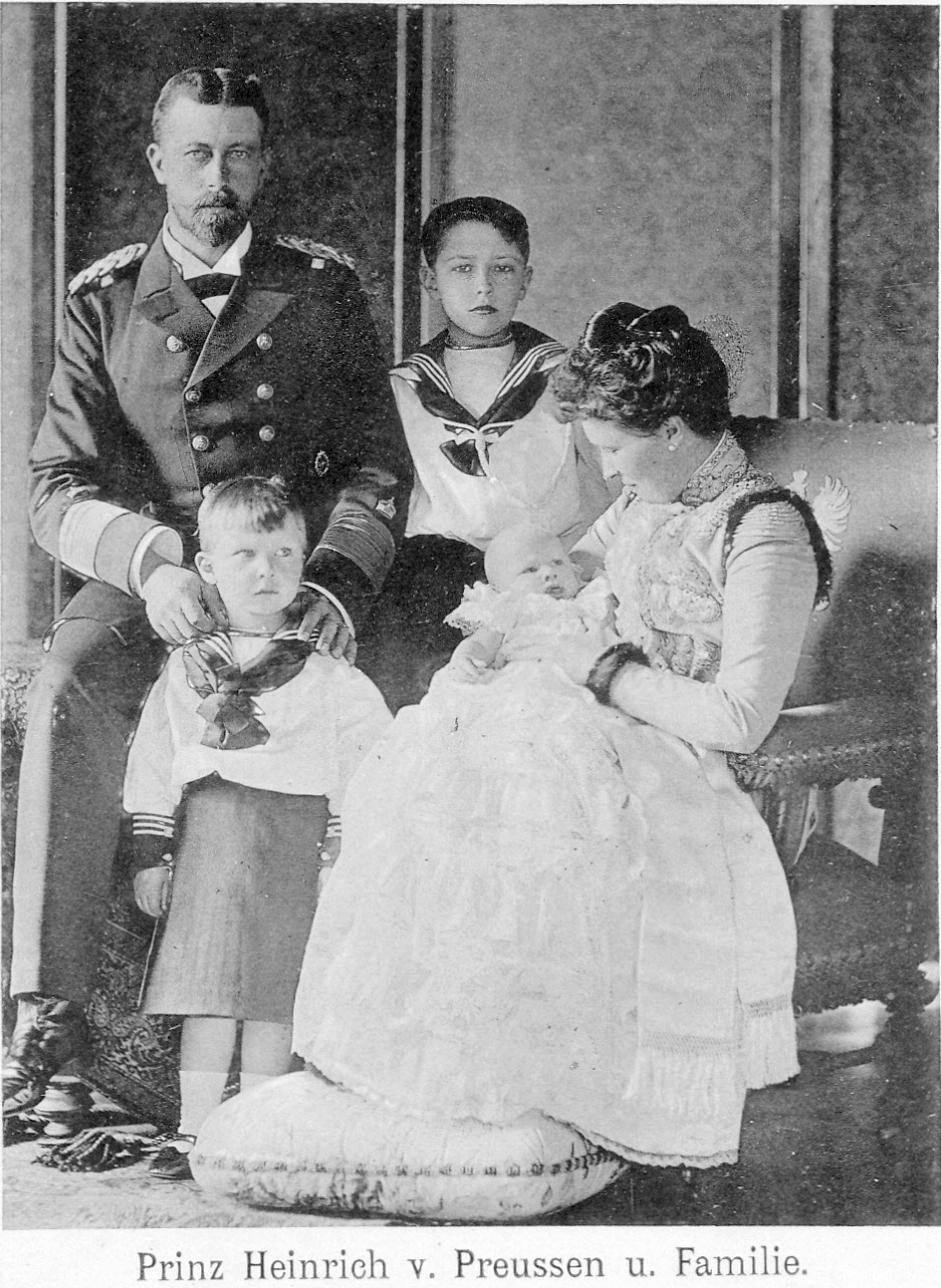
Prinz und Prinzessin Heinrich von Preußen mit ihren Söhnen, 1900

Am 24. Mai 1888 heiratete er seine Cousine Prinzessin Irene von Hessen-Darmstadt. Sie war eine Schwester der späteren russischen Kaiserin Alexandra Fjodorowna. Aus der Ehe gingen drei Söhne hervor:
- Waldemar (1889–1945) ⚭ 1919 Calixta zu Lippe-Detmold
- Sigismund (1896–1978) ⚭ 1919 Charlotte Agnes von Sachsen-Altenburg
- Heinrich Viktor Ludwig Friedrich (1900–1904)

Zwei Söhne erbten von ihrer Mutter die Hämophilie (Bluterkrankheit). Heinrich starb an deren Folgen im Alter von vier Jahren. Waldemar erlag ihr kurz vor Ende des Zweiten Weltkriegs, als keine Blutkonserven vorhanden waren.
Außerhalb seiner Ehe hatte Prinz Heinrich von Preußen zwei Söhne mit der ungarischen Sängerin Julie Salinger.
Zu der Hochzeit von Heinrich und Irene schenkte die Stadt Kiel dem Paar den Kiliabrunnen. Nachdem Heinrichs Enkeltochter Barbara die Figur der Stadt zurückgegeben hatte, wurde sie 1977 wieder aufgestellt.

## Militärkarriere

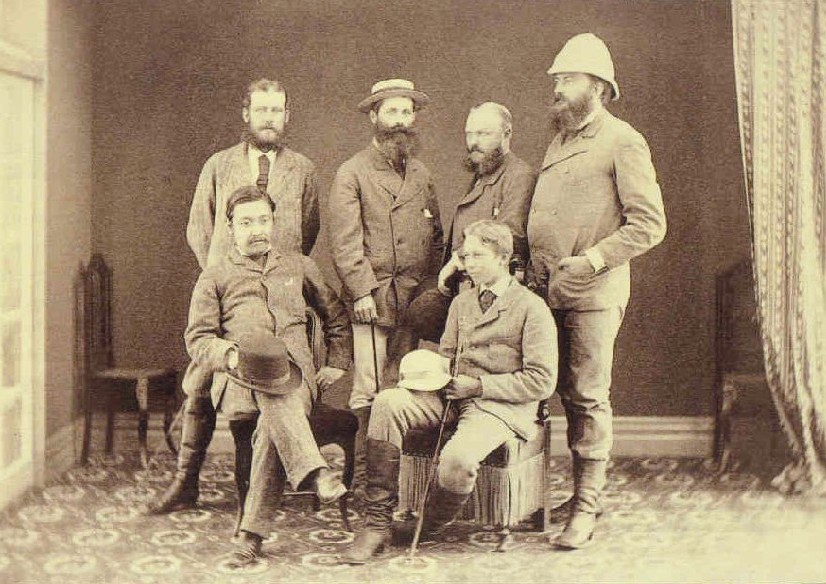
Der junge Prinz Heinrich 1879 mit seiner Ehrenbegleitung in Japan

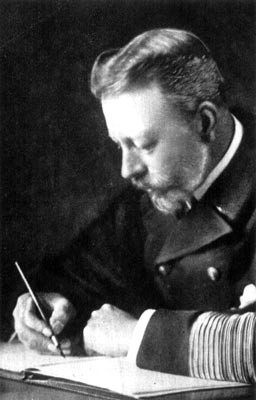
Heinrich von Preußen als Großadmiral

Nach dem Besuch des Königlichen Friedrichs-Gymnasiums in Kassel, das er 1877 mit der Mittleren Reife verließ, trat Heinrich 15-jährig in die Kaiserliche Marine ein. Zur Ausbildung zum Seeoffizier gehörte eine zweijährige Weltreise (1878/80), die Seeoffizierhauptprüfung am 1. Oktober 1880 und 1884/86 der Besuch der Marineakademie und -schule Kiel, der neben dem eigentlichen Dienst vor allem in den Wintermonaten zu absolvieren war. 1884 besuchte Heinrich an Bord der Olga die portugiesische Azoreninsel Faial.
Im Rahmen der Weltreise von 1878 bis 1880 besuchte Heinrich ein Jahr lang das Japanische Kaiserreich. Der Tennō gewährte ihm mehrere Audienzen. In Suita bei Osaka kam es zu einem Jagdzwischenfall, als der inkognito reisende Heinrich verhaftet und für eine Nacht ins Präfekturgefängnis eingesperrt wurde. Von der Weltreise berichtet eine Schrift für die Jugend: Des Prinzen Heinrich von Preußen Weltumseglung. Im historischen Archiv des japanischen Außenministeriums findet sich eine mehrbändige minutiöse Dokumentation des Besuchs von Prinz Heinrich. Heinrich besuchte Japan noch zwei weitere Male, im Jahr 1900 und letztmals im Jahr 1912 zu den Beisetzungszeremonien von Meiji-tennō.
Heinrich kommandierte mehrere Kriegsschiffe, darunter 1887 ein Torpedoboot und zugleich die 1. Torpedobootsdivision, 1888 die kaiserliche Yacht Hohenzollern, 1889/90 den Kreuzer II. Klasse Irene, von April bis September 1892 das Küstenpanzerschiff Beowulf, bis September 1894 die Panzerkorvette Sachsen und anschließend bis September 1895 das moderne Panzerschiff Wörth. Ab 1897 war Heinrich Führer mehrerer Schiffsverbände, darunter zunächst die Ende 1897 aufgestellte II. Division des Ostasiengeschwaders, die nach der Besetzung des Hafens Tsingtau und der unruhigen Lage im Kaiserreich China nach Ostasien zur Verstärkung entsandt wurde. Nach dem Beginn des Spanisch-Amerikanischen Kriegs schrieb Heinrich an Außenminister Bernhard von Bülow, dass ihm ein deutscher Händler aus Manila geschrieben habe, dass die einheimische Bevölkerung der Philippinen gerne unter der Vorherrschaft eines europäischen Landes, vor allem Deutschlands, leben wollen würde.
Heinrichs Erfolge waren eher diplomatischer Art: So war er der erste europäische Prinz aus regierendem Hause, der am chinesischen Kaiserhof empfangen wurde. Heinrich bat seinen Bruder um eine Verlängerung seines Einsatzes in Ostasien und wurde 1899 Befehlshaber des Ostasiengeschwaders. Im Januar 1900 gab er die Führung des Geschwaders ab und kehrte nach Europa zurück. Im Herbst wurde er Befehlshaber des I. Geschwaders und 1903 Chef der Marinestation der Ostsee. Von 1906 bis 1909 war Heinrich Chef der Hochseeflotte. 1909 wurde er zum Großadmiral befördert und als Nachfolger des Großadmirals Hans von Koester Generalinspekteur der Marine. Kurz vor Ausbruch des Ersten Weltkriegs besuchte er auf einer mehrwöchigen Südamerikareise zusammen mit seiner Frau im April 1914 neben Brasilien und Argentinien auch Chile und Uruguay, zur gleichen Zeit wie die Detachierte Division der Kaiserlichen Marine, die diese Länder ebenfalls anlief. Obschon als reine Privatreise deklariert, wurde er in allen Hauptstädten als Vertreter des Deutschen Kaisers wohlwollend empfangen, besuchte die jeweiligen deutschen Einwandererkolonien und zeigte sich zufrieden über die Zusammenarbeit insbesondere auf militärischem Gebiet mit den südamerikanischen Ländern, die sich in einer Phase des Wettrüstens befanden und massiv in Rüstungs- und Marinetechnik investierten. In seinem Reisebericht nannte er den Militarismus „ein außerordentlich wertvolles Bindeglied“ zwischen Deutschland und den südamerikanischen Absatzmärkten.

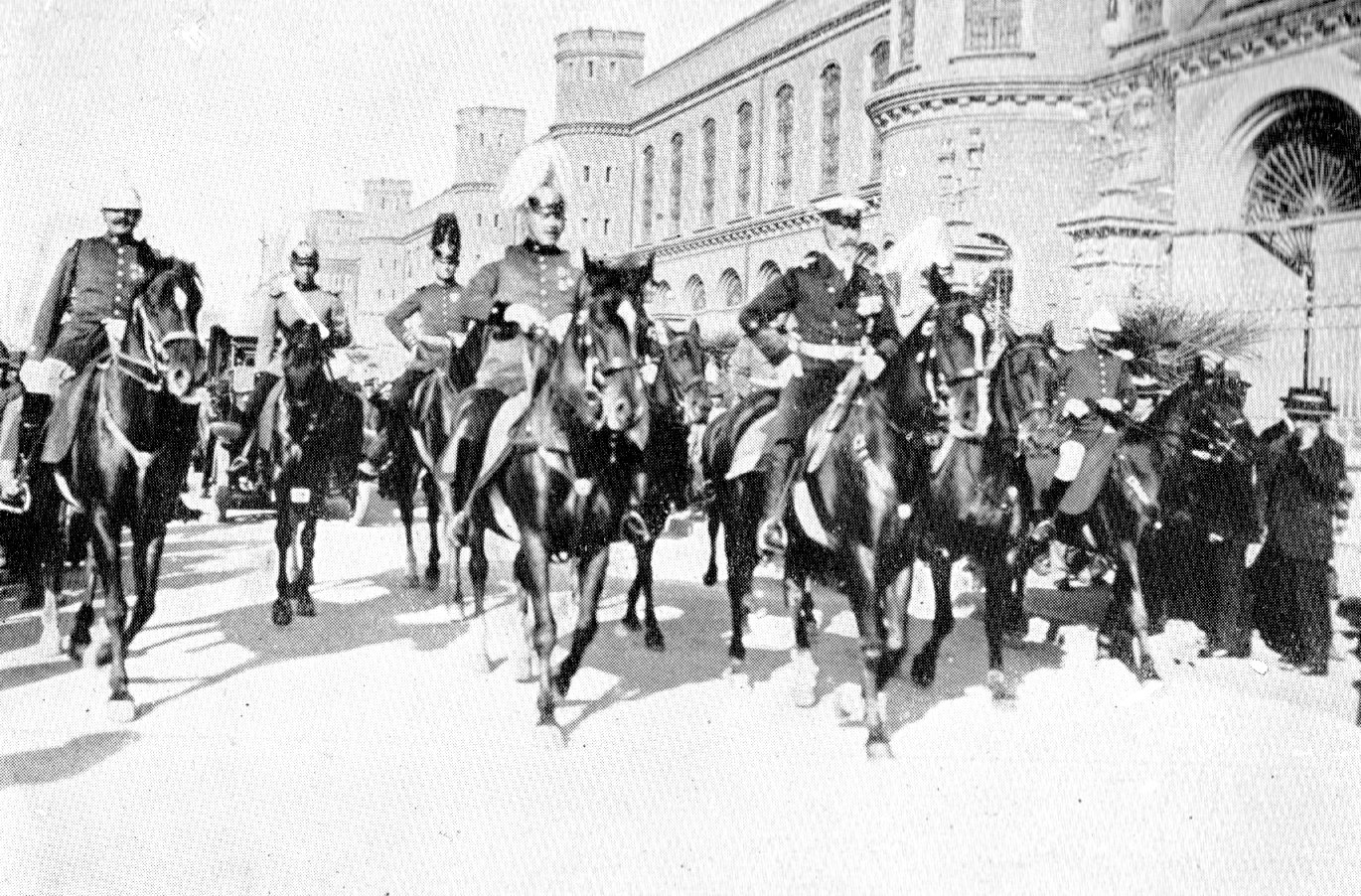
Heinrich von Preußen (Bildmitte in Marineuniform) in Santiago de Chile im April 1914 anlässlich des Besuchs der Detachierten Division in Chile

Zu Beginn des Ersten Weltkriegs wurde Heinrich zum Oberbefehlshaber der Ostseestreitkräfte ernannt, einer bei Kriegsbeginn neu geschaffenen Dienststellung. Obwohl die ihm zur Verfügung gestellten Mittel veraltet und denen der Baltischen Flotte Russlands weit unterlegen waren, gelang es ihm, die Kaiserlich Russische Marine bis zur Februarrevolution 1917 weitgehend in die Defensive zu drängen und sie an Angriffen auf die deutsche Küste zu hindern. Nach dem Ende der Kämpfe an der Ostfront 1917/18 entfiel seine Aufgabe, und Heinrich zog sich faktisch aus dem aktiven Dienst zurück. Ende Oktober 1918 hielt er eine Abdankung seines Bruders, im Gegensatz zu diesem, für diskutabel. Mit dem Ende des Krieges und der Novemberrevolution schied er aus der Marine aus.
Heinrich lebte in der Weimarer Republik von seiner Militärpension als Großadmiral und bewegte sich im Kreis der Hohenzollernfamilie. Die aufkommenden Nationalsozialisten lehnte er ab. Die Allüren und Restaurationsfantasien seines entthronten Bruders, den er mehrmals im Haus Doorn besuchte, nannte er „krankhaft“.

## Ehrenstellungen und -ämter
Heinrich war Chef und Namensgeber des Füsilier-Regiments „Prinz Heinrich von Preußen“ (Brandenburgisches) Nr. 35 der Preußischen Armee sowie des Königlich Bayerischen 8. Feldartillerie-Regiments „Prinz Heinrich von Preußen“. Er war außerdem Regimentschef des k.u.k. Infanterie-Regiments Nr. 20 und k.u.k. Großadmiral.
Prinz Heinrich war von 1898 bis zu seinem Tod 1929 Schirmherr des Deutschen Flottenvereins, des mitgliederstärksten nationalen Propagandavereins im Deutschen Kaiserreich. Er hatte diesen Posten auf Geheiß seines Bruders hin gleichsam als dessen Stellvertreter übernommen, ohne dem Verein selbst allzu großes Interesse entgegenzubringen – rein repräsentative Aufgaben lagen ihm nicht.
Das 1893 eröffnete Prinz-Heinrichs-Gymnasium in Berlin war nach ihm benannt.
1901 ernannte ihn sein Onkel, der neue britische König Eduard VII., zum Vizeadmiral der Royal Navy.

## Persönlichkeit und Privatleben

Großherzog Ernst Ludwig von Hessen-Darmstadt mit seinen Schwestern und Schwagern (von links) am 8. Oktober 1903: Zarin Alexandra Feodorowna und Zar Nikolaus II. von Russland; Prinzessin Irene und Prinz Heinrich von Preußen; Großfürstin Jelisawjeta Fjodorowna und Großfürst Sergei Alexandrowitsch Romanow; Prinzessin Viktoria und Prinz Ludwig Alexander von Battenberg

Heinrich hatte mit seinem Bruder Wilhelm wenig gemein. Insbesondere fehlten ihm die Sprunghaftigkeit und das Geltungsbedürfnis des Kaisers. Er war in Norddeutschland recht populär und wegen seines bescheidenen und offenen Wesens bei seinen Soldaten beliebt. Auf Auslandsreisen war er ein guter Diplomat, der anders als sein Bruder den richtigen Ton traf. So gelang es ihm auf zwei USA-Reisen, 1896 und anlässlich des weltweit wahrgenommenen Champagnerkriegs um die Schiffstaufe der kaiserlichen Rennyacht Meteor III 1902, die Sympathie der kritischen amerikanischen Presse und die Herzen nicht nur der damals noch zahlreich bekennenden Deutschamerikaner zu gewinnen.

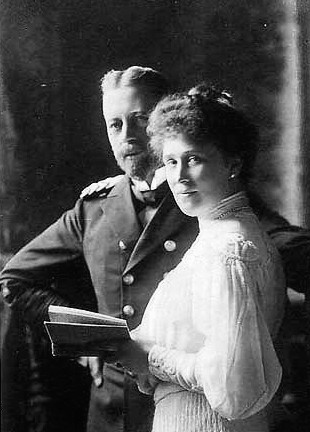
Prinz Heinrich mit seiner Gattin Irene um 1900

Er hatte als Marineoffizier eine Aufgabe gefunden, die ihn vollkommen ausfüllte und die er liebte. Heinrich war durch und durch Praktiker und galt als hervorragender Seemann. Neben Golf und Polo war Segeln eine seiner Lieblingsaktivitäten, der er im Kaiserlichen Yacht-Club als Club-Vizekommodore nachging. Eines seiner Rennsegelboote war die Irene, dessen Namensgeber seine Frau war. 

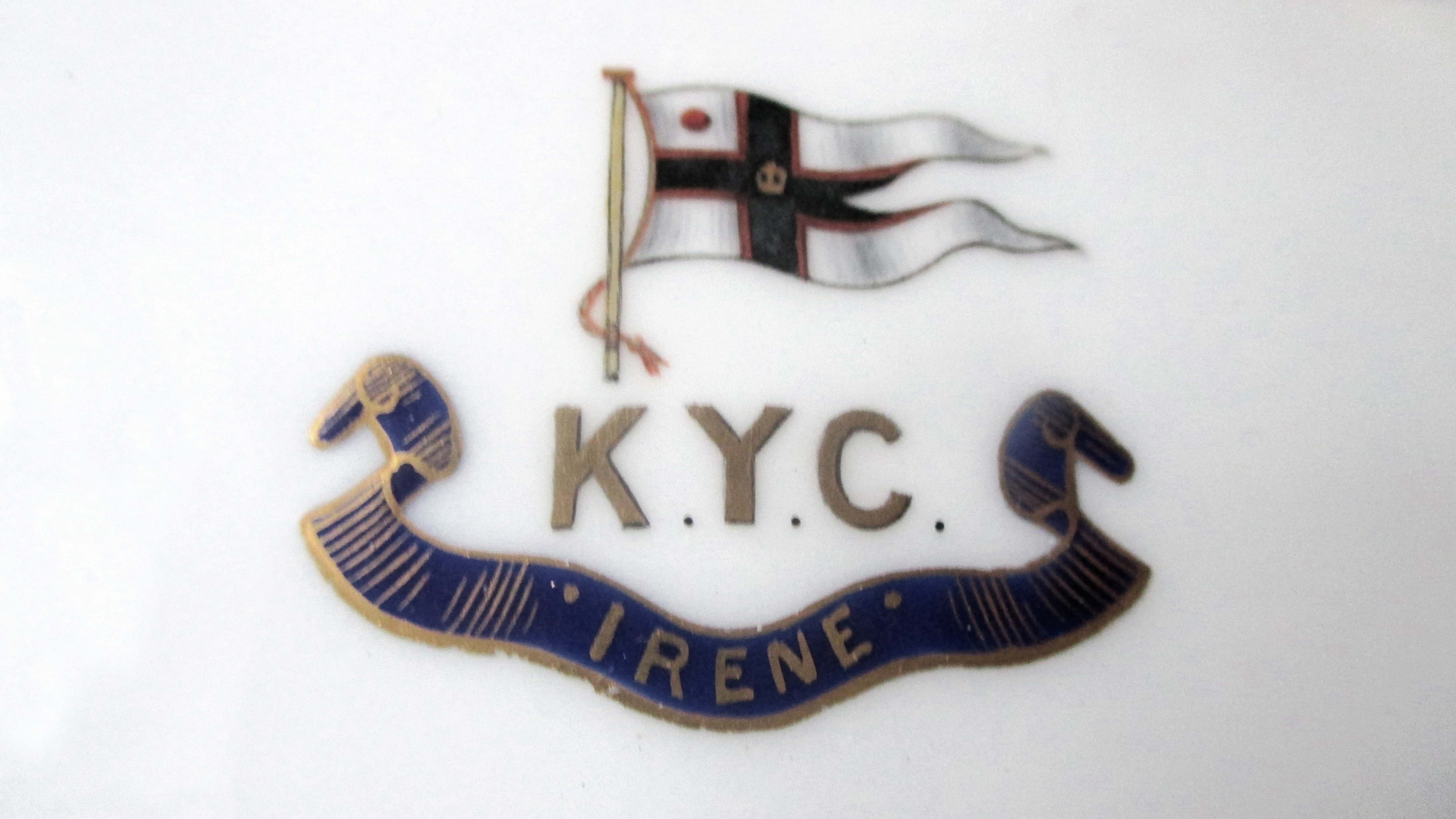
K.Y.C. – Kaiserlicher Yacht-Club – Essgeschirr „Irene“ mit Monogramm Heinrichs von Preußen

 1909 stiftete er den Deutschland-Schild, einen Wanderpreis für die Fußballmeisterschaft der Kaiserlichen Marine.
Auch moderner Technik war er sehr aufgeschlossen und konnte den praktischen Wert technischer Neuerungen schnell einschätzen. Frühzeitig drängte er auf den Einsatz von U-Booten und Flugzeugen. So nahm er am 23. September 1903 an einer Erprobungsfahrt des ersten einsatzfähigen im Deutschen Reich hergestellten U-Boots Forelle teil, das er dabei zeitweise selbst unter Wasser steuerte. Er forderte anschließend den Staatssekretär Alfred von Tirpitz auf, das Versuchsboot zu besichtigen, das nicht erst eine Waffe werden könne, sondern schon eine Waffe sei.
Am 19. November 1910 erwarb er bei August Euler auf dem Flugplatz Griesheim bei Darmstadt das „Flugmaschinenführer-Zeugnis“ Nr. 38 (siehe auch: Alte Adler). Mit 48 Jahren war er zu dieser Zeit der älteste geprüfte Flugzeugführer der Welt.
Wegen der internationalen Führung Frankreichs im Flugzeugwesen und Deutschlands Rückstand im selbigen erging auf Initiative von Heinrich im Januar 1912 ein Erlass durch seinen Bruder Kaiser Wilhelm II. zum Kaiserpreis für Flugmotoren, und im April 1912 rief Heinrich zur Nationalflugspende auf, um in Deutschland den Flugzeugbau, den Flugmotorenbau, die Ausbildung von Flugschülern und die Luftfahrtforschung voranzubringen. Aus dem eingehenden Millionenbetrag konnte bis 1914 die deutsche Luftfahrt mit Flugzeugen Weltklassestandard erreichen.
In der Ostsee ließ er im Ersten Weltkrieg Dampfer zu Flugzeugmutterschiffen für den Einsatz von Marinefliegern gegen Russland umbauen.
1912 setzte sich Prinz Heinrich erfolgreich für den Einsatz von Benzol ein, welches aus deutscher Steinkohle gewonnen wurde, als Ersatz für Motorenbenzin aus importiertem Öl, als Treibstoff für Motoren und Motorfahrzeuge.
Heinrich verehrte seinen Bruder, der diese Zuneigung jedoch nicht in gleichem Maße erwiderte. Der Kaiser hielt seinen jüngeren Bruder aus der Politik fern, obwohl dieser als sein Stellvertreter fungierte, solange der Kronprinz Wilhelm noch nicht volljährig war. Heinrich kam das entgegen, denn ihm lag weder die Politik noch die große Strategie.
Während seiner Zeit in Kiel bewohnte er das Kieler Schloss, nach der Revolution lebte Heinrich mit seiner Familie auf Gut Hemmelmark bei Eckernförde. Er ging weiter dem Motor- und dem Segelsport nach und war noch im Alter ein sehr erfolgreicher Regattasegler. Immer noch bekannt und bei älteren Seglern beliebt ist die von ihm populär gemachte Prinz-Heinrich-Mütze.
Daneben beschäftigte sich Heinrich privat mit Autorennsport, den er auch selber ausübte. Ihm zu Ehren wurde die „Prinz-Heinrich-Fahrt“ veranstaltet. Außerdem war er im Jahre 1905 Schirmherr der 7. Internationalen Automobil-Ausstellung in Berlin.
1905 beantragte Heinrich ein Patent für eine von ihm erfundene handbetriebene Scheibenwischer-Einrichtung an „Motorfahrzeugen“ (Erteilt als DRP 204.343).

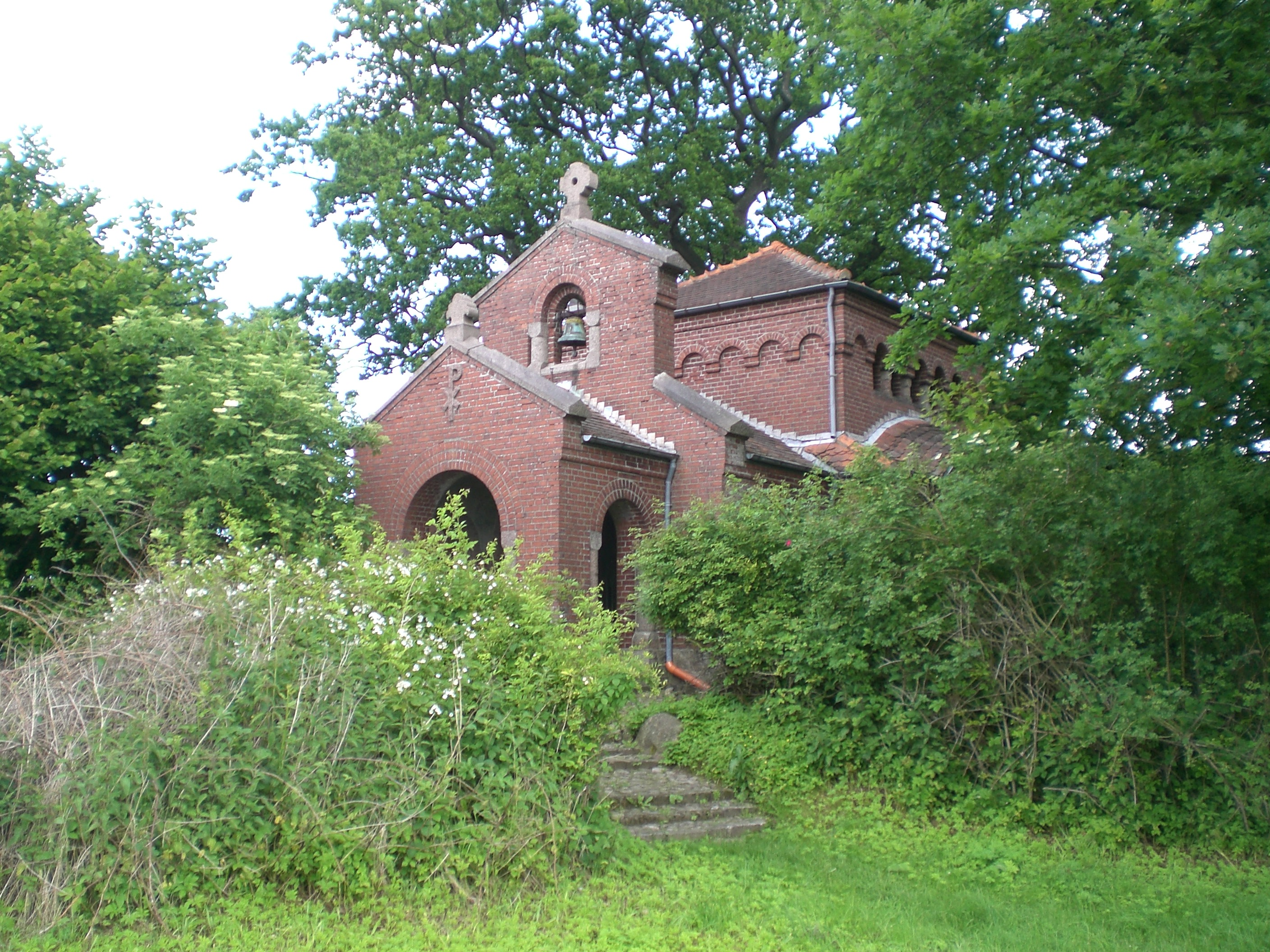
Das Mausoleum auf Gut Hemmelmark (in der Nähe von Eckernförde)

Wie sein Vater ein starker Raucher, starb Heinrich an Kehlkopfkrebs. Er wurde in einem auf einem Hünengrab errichteten Mausoleum auf seinem Gut Hemmelmark beerdigt. Ein Teil seines Nachlasses befindet sich im Internationalen Maritimen Museum Hamburg.
Von ca. 1907 bis nach Ende des Ersten Weltkriegs war Kapitänleutnant/Korvettenkapitän/Fregattenkapitän Richard von Usedom persönlicher Adjutant des Prinzen.

## Trivia

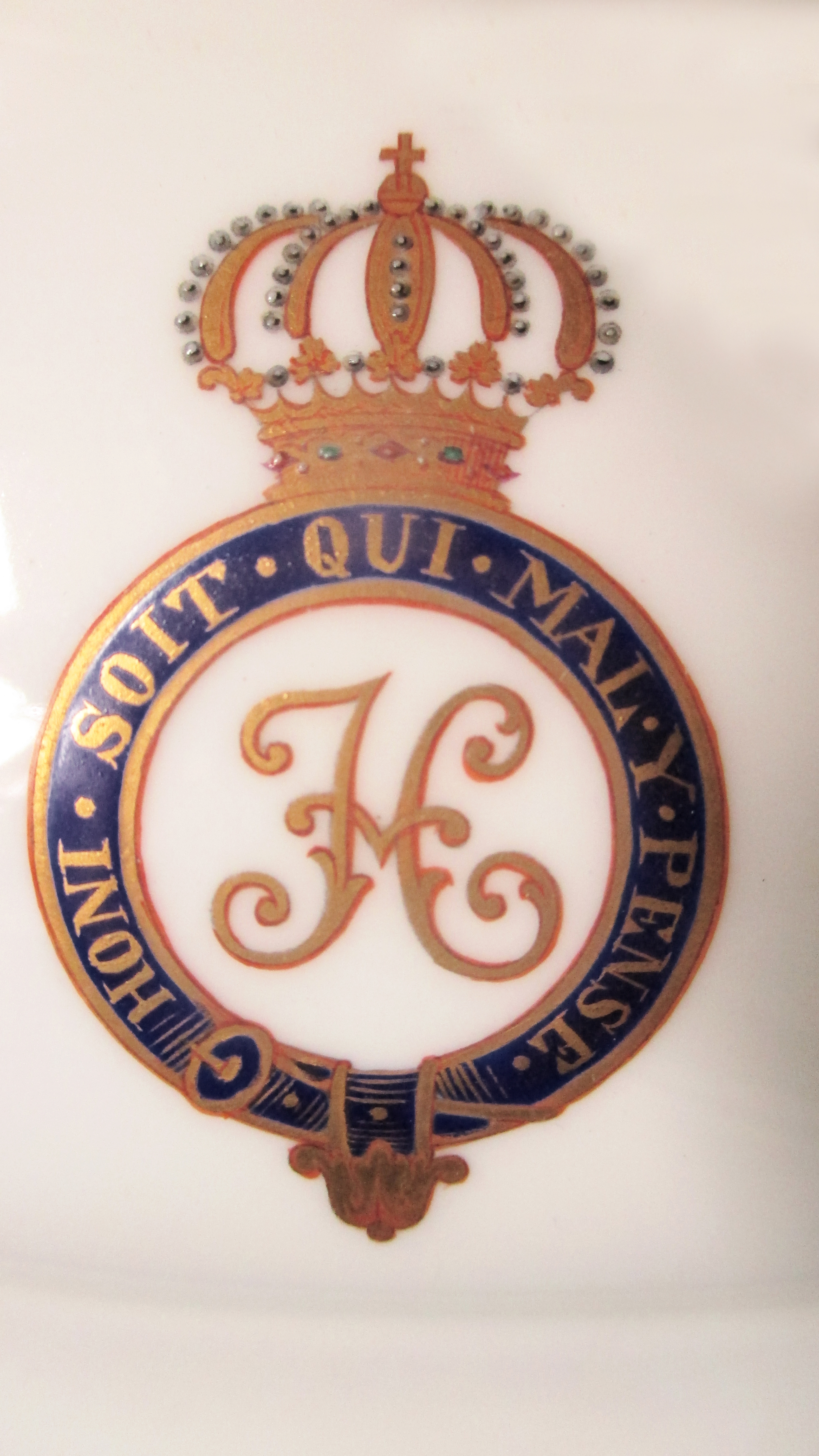
K.Y.C. - Kaiserlicher Yacht-Club Essgeschirr mit dem Band des Hosenbandordens und Monogramm des Prinzen Heinrich von Preußen

Heinrich war Privateigentümer einer von George Lennox Watson erbauten Rennkutteryacht Irene. Diese benannte er nach seiner Ehefrau. Nach ihm wurde der Tourenwagen Benz Prinz-Heinrich-Wagen benannt.

## Abstammung
| Franz (Sachsen-Coburg-Saalfeld) (Herzog von Sachsen-Coburg-Saalfeld) ∞ Auguste | Franz (Sachsen-Coburg-Saalfeld) (Herzog von Sachsen-Coburg-Saalfeld) ∞ Auguste | Franz (Sachsen-Coburg-Saalfeld) (Herzog von Sachsen-Coburg-Saalfeld) ∞ Auguste | Franz (Sachsen-Coburg-Saalfeld) (Herzog von Sachsen-Coburg-Saalfeld) ∞ Auguste | Franz (Sachsen-Coburg-Saalfeld) (Herzog von Sachsen-Coburg-Saalfeld) ∞ Auguste | Franz (Sachsen-Coburg-Saalfeld) (Herzog von Sachsen-Coburg-Saalfeld) ∞ Auguste |  |  | Georg III. (König von Großbritannien und Irland, Kurfürst von Hannover) ∞ Sophie Charlotte | Georg III. (König von Großbritannien und Irland, Kurfürst von Hannover) ∞ Sophie Charlotte | Georg III. (König von Großbritannien und Irland, Kurfürst von Hannover) ∞ Sophie Charlotte | Georg III. (König von Großbritannien und Irland, Kurfürst von Hannover) ∞ Sophie Charlotte | Georg III. (König von Großbritannien und Irland, Kurfürst von Hannover) ∞ Sophie Charlotte | Georg III. (König von Großbritannien und Irland, Kurfürst von Hannover) ∞ Sophie Charlotte |  |  | August (Sachsen-Gotha-Altenburg) (Herzog von Sachsen-Gotha-Altenburg) ∞ Luise Charlotte zu Mecklenburg | August (Sachsen-Gotha-Altenburg) (Herzog von Sachsen-Gotha-Altenburg) ∞ Luise Charlotte zu Mecklenburg | August (Sachsen-Gotha-Altenburg) (Herzog von Sachsen-Gotha-Altenburg) ∞ Luise Charlotte zu Mecklenburg | August (Sachsen-Gotha-Altenburg) (Herzog von Sachsen-Gotha-Altenburg) ∞ Luise Charlotte zu Mecklenburg | August (Sachsen-Gotha-Altenburg) (Herzog von Sachsen-Gotha-Altenburg) ∞ Luise Charlotte zu Mecklenburg | August (Sachsen-Gotha-Altenburg) (Herzog von Sachsen-Gotha-Altenburg) ∞ Luise Charlotte zu Mecklenburg |  |  | Franz (Sachsen-Coburg-Saalfeld) (Herzog von Sachsen-Coburg-Saalfeld) ∞ Auguste | Franz (Sachsen-Coburg-Saalfeld) (Herzog von Sachsen-Coburg-Saalfeld) ∞ Auguste | Franz (Sachsen-Coburg-Saalfeld) (Herzog von Sachsen-Coburg-Saalfeld) ∞ Auguste | Franz (Sachsen-Coburg-Saalfeld) (Herzog von Sachsen-Coburg-Saalfeld) ∞ Auguste | Franz (Sachsen-Coburg-Saalfeld) (Herzog von Sachsen-Coburg-Saalfeld) ∞ Auguste | Franz (Sachsen-Coburg-Saalfeld) (Herzog von Sachsen-Coburg-Saalfeld) ∞ Auguste |                                           |                                           | Friedrich Wilhelm II. (König von Preußen) ∞ Friederike Luise | Friedrich Wilhelm II. (König von Preußen) ∞ Friederike Luise | Friedrich Wilhelm II. (König von Preußen) ∞ Friederike Luise | Friedrich Wilhelm II. (König von Preußen) ∞ Friederike Luise | Friedrich Wilhelm II. (König von Preußen) ∞ Friederike Luise | Friedrich Wilhelm II. (König von Preußen) ∞ Friederike Luise |                                   |                                   | Karl II. (Herzog von Mecklenburg-Strelitz) ∞ Friederike Caroline Luise | Karl II. (Herzog von Mecklenburg-Strelitz) ∞ Friederike Caroline Luise | Karl II. (Herzog von Mecklenburg-Strelitz) ∞ Friederike Caroline Luise | Karl II. (Herzog von Mecklenburg-Strelitz) ∞ Friederike Caroline Luise | Karl II. (Herzog von Mecklenburg-Strelitz) ∞ Friederike Caroline Luise | Karl II. (Herzog von Mecklenburg-Strelitz) ∞ Friederike Caroline Luise |                               |                               | Carl August (Großherzog von Sachsen-Weimar-Eisenach) ∞ Luise | Carl August (Großherzog von Sachsen-Weimar-Eisenach) ∞ Luise | Carl August (Großherzog von Sachsen-Weimar-Eisenach) ∞ Luise | Carl August (Großherzog von Sachsen-Weimar-Eisenach) ∞ Luise | Carl August (Großherzog von Sachsen-Weimar-Eisenach) ∞ Luise | Carl August (Großherzog von Sachsen-Weimar-Eisenach) ∞ Luise |                             |                             | Paul I. (Kaiser von Russland) ∞ Sophie Dorothee           | Paul I. (Kaiser von Russland) ∞ Sophie Dorothee           | Paul I. (Kaiser von Russland) ∞ Sophie Dorothee           | Paul I. (Kaiser von Russland) ∞ Sophie Dorothee           | Paul I. (Kaiser von Russland) ∞ Sophie Dorothee           | Paul I. (Kaiser von Russland) ∞ Sophie Dorothee           |  |  |  |  |  |  |  |  |  |  |  |  |  |  |  |  |  |  |  |  |  |  |  |  |  |  |  |  |  |  |  |  |  |  |  |  |  |  |  |  |  |  |  |  |  |  |  |  |
| Franz (Sachsen-Coburg-Saalfeld) (Herzog von Sachsen-Coburg-Saalfeld) ∞ Auguste | Franz (Sachsen-Coburg-Saalfeld) (Herzog von Sachsen-Coburg-Saalfeld) ∞ Auguste | Franz (Sachsen-Coburg-Saalfeld) (Herzog von Sachsen-Coburg-Saalfeld) ∞ Auguste | Franz (Sachsen-Coburg-Saalfeld) (Herzog von Sachsen-Coburg-Saalfeld) ∞ Auguste | Franz (Sachsen-Coburg-Saalfeld) (Herzog von Sachsen-Coburg-Saalfeld) ∞ Auguste | Franz (Sachsen-Coburg-Saalfeld) (Herzog von Sachsen-Coburg-Saalfeld) ∞ Auguste |  |  | Georg III. (König von Großbritannien und Irland, Kurfürst von Hannover) ∞ Sophie Charlotte | Georg III. (König von Großbritannien und Irland, Kurfürst von Hannover) ∞ Sophie Charlotte | Georg III. (König von Großbritannien und Irland, Kurfürst von Hannover) ∞ Sophie Charlotte | Georg III. (König von Großbritannien und Irland, Kurfürst von Hannover) ∞ Sophie Charlotte | Georg III. (König von Großbritannien und Irland, Kurfürst von Hannover) ∞ Sophie Charlotte | Georg III. (König von Großbritannien und Irland, Kurfürst von Hannover) ∞ Sophie Charlotte |  |  | August (Sachsen-Gotha-Altenburg) (Herzog von Sachsen-Gotha-Altenburg) ∞ Luise Charlotte zu Mecklenburg | August (Sachsen-Gotha-Altenburg) (Herzog von Sachsen-Gotha-Altenburg) ∞ Luise Charlotte zu Mecklenburg | August (Sachsen-Gotha-Altenburg) (Herzog von Sachsen-Gotha-Altenburg) ∞ Luise Charlotte zu Mecklenburg | August (Sachsen-Gotha-Altenburg) (Herzog von Sachsen-Gotha-Altenburg) ∞ Luise Charlotte zu Mecklenburg | August (Sachsen-Gotha-Altenburg) (Herzog von Sachsen-Gotha-Altenburg) ∞ Luise Charlotte zu Mecklenburg | August (Sachsen-Gotha-Altenburg) (Herzog von Sachsen-Gotha-Altenburg) ∞ Luise Charlotte zu Mecklenburg |  |  | Franz (Sachsen-Coburg-Saalfeld) (Herzog von Sachsen-Coburg-Saalfeld) ∞ Auguste | Franz (Sachsen-Coburg-Saalfeld) (Herzog von Sachsen-Coburg-Saalfeld) ∞ Auguste | Franz (Sachsen-Coburg-Saalfeld) (Herzog von Sachsen-Coburg-Saalfeld) ∞ Auguste | Franz (Sachsen-Coburg-Saalfeld) (Herzog von Sachsen-Coburg-Saalfeld) ∞ Auguste | Franz (Sachsen-Coburg-Saalfeld) (Herzog von Sachsen-Coburg-Saalfeld) ∞ Auguste | Franz (Sachsen-Coburg-Saalfeld) (Herzog von Sachsen-Coburg-Saalfeld) ∞ Auguste |                                           |                                           | Friedrich Wilhelm II. (König von Preußen) ∞ Friederike Luise | Friedrich Wilhelm II. (König von Preußen) ∞ Friederike Luise | Friedrich Wilhelm II. (König von Preußen) ∞ Friederike Luise | Friedrich Wilhelm II. (König von Preußen) ∞ Friederike Luise | Friedrich Wilhelm II. (König von Preußen) ∞ Friederike Luise | Friedrich Wilhelm II. (König von Preußen) ∞ Friederike Luise |                                   |                                   | Karl II. (Herzog von Mecklenburg-Strelitz) ∞ Friederike Caroline Luise | Karl II. (Herzog von Mecklenburg-Strelitz) ∞ Friederike Caroline Luise | Karl II. (Herzog von Mecklenburg-Strelitz) ∞ Friederike Caroline Luise | Karl II. (Herzog von Mecklenburg-Strelitz) ∞ Friederike Caroline Luise | Karl II. (Herzog von Mecklenburg-Strelitz) ∞ Friederike Caroline Luise | Karl II. (Herzog von Mecklenburg-Strelitz) ∞ Friederike Caroline Luise |                               |                               | Carl August (Großherzog von Sachsen-Weimar-Eisenach) ∞ Luise | Carl August (Großherzog von Sachsen-Weimar-Eisenach) ∞ Luise | Carl August (Großherzog von Sachsen-Weimar-Eisenach) ∞ Luise | Carl August (Großherzog von Sachsen-Weimar-Eisenach) ∞ Luise | Carl August (Großherzog von Sachsen-Weimar-Eisenach) ∞ Luise | Carl August (Großherzog von Sachsen-Weimar-Eisenach) ∞ Luise |                             |                             | Paul I. (Kaiser von Russland) ∞ Sophie Dorothee           | Paul I. (Kaiser von Russland) ∞ Sophie Dorothee           | Paul I. (Kaiser von Russland) ∞ Sophie Dorothee           | Paul I. (Kaiser von Russland) ∞ Sophie Dorothee           | Paul I. (Kaiser von Russland) ∞ Sophie Dorothee           | Paul I. (Kaiser von Russland) ∞ Sophie Dorothee           |  |  |  |  |  |  |  |  |  |  |  |  |  |  |  |  |  |  |  |  |  |  |  |  |  |  |  |  |  |  |  |  |  |  |  |  |  |  |  |  |  |  |  |  |  |  |  |  |
| Victoire (Herzogin von Kent)                                                   | Victoire (Herzogin von Kent)                                                   | Victoire (Herzogin von Kent)                                                   | Victoire (Herzogin von Kent)                                                   | Victoire (Herzogin von Kent)                                                   | Victoire (Herzogin von Kent)                                                   |  |  | Edward Augustus (Herzog von Kent)                                                          | Edward Augustus (Herzog von Kent)                                                          | Edward Augustus (Herzog von Kent)                                                          | Edward Augustus (Herzog von Kent)                                                          | Edward Augustus (Herzog von Kent)                                                          | Edward Augustus (Herzog von Kent)                                                          |  |  | Luise (Herzogin von Sachsen-Coburg-Saalfeld)                                                           | Luise (Herzogin von Sachsen-Coburg-Saalfeld)                                                           | Luise (Herzogin von Sachsen-Coburg-Saalfeld)                                                           | Luise (Herzogin von Sachsen-Coburg-Saalfeld)                                                           | Luise (Herzogin von Sachsen-Coburg-Saalfeld)                                                           | Luise (Herzogin von Sachsen-Coburg-Saalfeld)                                                           |  |  | Ernst I. (Herzog von Sachsen-Coburg-Gotha)                                     | Ernst I. (Herzog von Sachsen-Coburg-Gotha)                                     | Ernst I. (Herzog von Sachsen-Coburg-Gotha)                                     | Ernst I. (Herzog von Sachsen-Coburg-Gotha)                                     | Ernst I. (Herzog von Sachsen-Coburg-Gotha)                                     | Ernst I. (Herzog von Sachsen-Coburg-Gotha)                                     |                                           |                                           | Friedrich Wilhelm III. (König von Preußen)                   | Friedrich Wilhelm III. (König von Preußen)                   | Friedrich Wilhelm III. (König von Preußen)                   | Friedrich Wilhelm III. (König von Preußen)                   | Friedrich Wilhelm III. (König von Preußen)                   | Friedrich Wilhelm III. (König von Preußen)                   |                                   |                                   | Luise (Königin von Preußen)                                            | Luise (Königin von Preußen)                                            | Luise (Königin von Preußen)                                            | Luise (Königin von Preußen)                                            | Luise (Königin von Preußen)                                            | Luise (Königin von Preußen)                                            |                               |                               | Carl Friedrich (Großherzog von Sachsen-Weimar-Eisenach)      | Carl Friedrich (Großherzog von Sachsen-Weimar-Eisenach)      | Carl Friedrich (Großherzog von Sachsen-Weimar-Eisenach)      | Carl Friedrich (Großherzog von Sachsen-Weimar-Eisenach)      | Carl Friedrich (Großherzog von Sachsen-Weimar-Eisenach)      | Carl Friedrich (Großherzog von Sachsen-Weimar-Eisenach)      |                             |                             | Maria Pawlowna (Großherzogin von Sachsen-Weimar-Eisenach) | Maria Pawlowna (Großherzogin von Sachsen-Weimar-Eisenach) | Maria Pawlowna (Großherzogin von Sachsen-Weimar-Eisenach) | Maria Pawlowna (Großherzogin von Sachsen-Weimar-Eisenach) | Maria Pawlowna (Großherzogin von Sachsen-Weimar-Eisenach) | Maria Pawlowna (Großherzogin von Sachsen-Weimar-Eisenach) |  |  |  |  |  |  |  |  |  |  |  |  |  |  |  |  |  |  |  |  |  |  |  |  |  |  |  |  |  |  |  |  |  |  |  |  |  |  |  |  |  |  |  |  |  |  |  |  |
| Victoire (Herzogin von Kent)                                                   | Victoire (Herzogin von Kent)                                                   | Victoire (Herzogin von Kent)                                                   | Victoire (Herzogin von Kent)                                                   | Victoire (Herzogin von Kent)                                                   | Victoire (Herzogin von Kent)                                                   |  |  | Edward Augustus (Herzog von Kent)                                                          | Edward Augustus (Herzog von Kent)                                                          | Edward Augustus (Herzog von Kent)                                                          | Edward Augustus (Herzog von Kent)                                                          | Edward Augustus (Herzog von Kent)                                                          | Edward Augustus (Herzog von Kent)                                                          |  |  | Luise (Herzogin von Sachsen-Coburg-Saalfeld)                                                           | Luise (Herzogin von Sachsen-Coburg-Saalfeld)                                                           | Luise (Herzogin von Sachsen-Coburg-Saalfeld)                                                           | Luise (Herzogin von Sachsen-Coburg-Saalfeld)                                                           | Luise (Herzogin von Sachsen-Coburg-Saalfeld)                                                           | Luise (Herzogin von Sachsen-Coburg-Saalfeld)                                                           |  |  | Ernst I. (Herzog von Sachsen-Coburg-Gotha)                                     | Ernst I. (Herzog von Sachsen-Coburg-Gotha)                                     | Ernst I. (Herzog von Sachsen-Coburg-Gotha)                                     | Ernst I. (Herzog von Sachsen-Coburg-Gotha)                                     | Ernst I. (Herzog von Sachsen-Coburg-Gotha)                                     | Ernst I. (Herzog von Sachsen-Coburg-Gotha)                                     |                                           |                                           | Friedrich Wilhelm III. (König von Preußen)                   | Friedrich Wilhelm III. (König von Preußen)                   | Friedrich Wilhelm III. (König von Preußen)                   | Friedrich Wilhelm III. (König von Preußen)                   | Friedrich Wilhelm III. (König von Preußen)                   | Friedrich Wilhelm III. (König von Preußen)                   |                                   |                                   | Luise (Königin von Preußen)                                            | Luise (Königin von Preußen)                                            | Luise (Königin von Preußen)                                            | Luise (Königin von Preußen)                                            | Luise (Königin von Preußen)                                            | Luise (Königin von Preußen)                                            |                               |                               | Carl Friedrich (Großherzog von Sachsen-Weimar-Eisenach)      | Carl Friedrich (Großherzog von Sachsen-Weimar-Eisenach)      | Carl Friedrich (Großherzog von Sachsen-Weimar-Eisenach)      | Carl Friedrich (Großherzog von Sachsen-Weimar-Eisenach)      | Carl Friedrich (Großherzog von Sachsen-Weimar-Eisenach)      | Carl Friedrich (Großherzog von Sachsen-Weimar-Eisenach)      |                             |                             | Maria Pawlowna (Großherzogin von Sachsen-Weimar-Eisenach) | Maria Pawlowna (Großherzogin von Sachsen-Weimar-Eisenach) | Maria Pawlowna (Großherzogin von Sachsen-Weimar-Eisenach) | Maria Pawlowna (Großherzogin von Sachsen-Weimar-Eisenach) | Maria Pawlowna (Großherzogin von Sachsen-Weimar-Eisenach) | Maria Pawlowna (Großherzogin von Sachsen-Weimar-Eisenach) |  |  |  |  |  |  |  |  |  |  |  |  |  |  |  |  |  |  |  |  |  |  |  |  |  |  |  |  |  |  |  |  |  |  |  |  |  |  |  |  |  |  |  |  |  |  |  |  |
|                                                                                |                                                                                |                                                                                |                                                                                |                                                                                |                                                                                |  |  |                                                                                            |                                                                                            |                                                                                            |                                                                                            |                                                                                            |                                                                                            |  |  | | | | | | |  |  |                                                                                |                                                                                |                                                                                |                                                                                |                                                                                |                                                                                |                                           |                                           |                                                              |                                                              |                                                              |                                                              |                                                              |                                                              |                                   |                                   |                                                                        |                                                                        |                                                                        |                                                                        |                                                                        |                                                                        |                               |                               |                                                              |                                                              |                                                              |                                                              |                                                              |                                                              |                             |                             |                                                           |                                                           |                                                           |                                                           |                                                           |                                                           |  |  |  |  |  |  |  |  |  |  |  |  |  |  |  |  |  |  |  |  |  |  |  |  |  |  |  |  |  |  |  |  |  |  |  |  |  |  |  |  |  |  |  |  |  |  |  |  |
|                                                                                |                                                                                |                                                                                |                                                                                |                                                                                |                                                                                |  |  |                                                                                            |                                                                                            |                                                                                            |                                                                                            |                                                                                            |                                                                                            |  |  | | | | | | |  |  |                                                                                |                                                                                |                                                                                |                                                                                |                                                                                |                                                                                |                                           |                                           |                                                              |                                                              |                                                              |                                                              |                                                              |                                                              |                                   |                                   |                                                                        |                                                                        |                                                                        |                                                                        |                                                                        |                                                                        |                               |                               |                                                              |                                                              |                                                              |                                                              |                                                              |                                                              |                             |                             |                                                           |                                                           |                                                           |                                                           |                                                           |                                                           |  |  |  |  |  |  |  |  |  |  |  |  |  |  |  |  |  |  |  |  |  |  |  |  |  |  |  |  |  |  |  |  |  |  |  |  |  |  |  |  |  |  |  |  |  |  |  |  |
|                                                                                |                                                                                |                                                                                |                                                                                |                                                                                |                                                                                |  |  | Victoria (Königin des Vereinigten Königreiches Großbritannien und Irland)                  | Victoria (Königin des Vereinigten Königreiches Großbritannien und Irland)                  | Victoria (Königin des Vereinigten Königreiches Großbritannien und Irland)                  | Victoria (Königin des Vereinigten Königreiches Großbritannien und Irland)                  | Victoria (Königin des Vereinigten Königreiches Großbritannien und Irland)                  | Victoria (Königin des Vereinigten Königreiches Großbritannien und Irland)                  |  |  | Albert (Britischer Prinzgemahl)                                                                        | Albert (Britischer Prinzgemahl)                                                                        | Albert (Britischer Prinzgemahl)                                                                        | Albert (Britischer Prinzgemahl)                                                                        | Albert (Britischer Prinzgemahl)                                                                        | Albert (Britischer Prinzgemahl)                                                                        |  |  |                                                                                |                                                                                |                                                                                |                                                                                | Friedrich Wilhelm IV. (König von Preußen)                                      | Friedrich Wilhelm IV. (König von Preußen)                                      | Friedrich Wilhelm IV. (König von Preußen) | Friedrich Wilhelm IV. (König von Preußen) | Friedrich Wilhelm IV. (König von Preußen)                    | Friedrich Wilhelm IV. (König von Preußen)                    |                                                              |                                                              | Charlotte (Kaiserin von Russland)                            | Charlotte (Kaiserin von Russland)                            | Charlotte (Kaiserin von Russland) | Charlotte (Kaiserin von Russland) | Charlotte (Kaiserin von Russland)                                      | Charlotte (Kaiserin von Russland)                                      |                                                                        |                                                                        | Wilhelm I. (Deutscher Kaiser)                                          | Wilhelm I. (Deutscher Kaiser)                                          | Wilhelm I. (Deutscher Kaiser) | Wilhelm I. (Deutscher Kaiser) | Wilhelm I. (Deutscher Kaiser)                                | Wilhelm I. (Deutscher Kaiser)                                |                                                              |                                                              | Augusta (Deutsche Kaiserin)                                  | Augusta (Deutsche Kaiserin)                                  | Augusta (Deutsche Kaiserin) | Augusta (Deutsche Kaiserin) | Augusta (Deutsche Kaiserin)                               | Augusta (Deutsche Kaiserin)                               |                                                           |                                                           |                                                           |                                                           |  |  |  |  |  |  |  |  |  |  |  |  |  |  |  |  |  |  |  |  |  |  |  |  |  |  |  |  |  |  |  |  |  |  |  |  |  |  |  |  |  |  |  |  |  |  |  |  |
|                                                                                |                                                                                |                                                                                |                                                                                |                                                                                |                                                                                |  |  | Victoria (Königin des Vereinigten Königreiches Großbritannien und Irland)                  | Victoria (Königin des Vereinigten Königreiches Großbritannien und Irland)                  | Victoria (Königin des Vereinigten Königreiches Großbritannien und Irland)                  | Victoria (Königin des Vereinigten Königreiches Großbritannien und Irland)                  | Victoria (Königin des Vereinigten Königreiches Großbritannien und Irland)                  | Victoria (Königin des Vereinigten Königreiches Großbritannien und Irland)                  |  |  | Albert (Britischer Prinzgemahl)                                                                        | Albert (Britischer Prinzgemahl)                                                                        | Albert (Britischer Prinzgemahl)                                                                        | Albert (Britischer Prinzgemahl)                                                                        | Albert (Britischer Prinzgemahl)                                                                        | Albert (Britischer Prinzgemahl)                                                                        |  |  |                                                                                |                                                                                |                                                                                |                                                                                | Friedrich Wilhelm IV. (König von Preußen)                                      | Friedrich Wilhelm IV. (König von Preußen)                                      | Friedrich Wilhelm IV. (König von Preußen) | Friedrich Wilhelm IV. (König von Preußen) | Friedrich Wilhelm IV. (König von Preußen)                    | Friedrich Wilhelm IV. (König von Preußen)                    |                                                              |                                                              | Charlotte (Kaiserin von Russland)                            | Charlotte (Kaiserin von Russland)                            | Charlotte (Kaiserin von Russland) | Charlotte (Kaiserin von Russland) | Charlotte (Kaiserin von Russland)                                      | Charlotte (Kaiserin von Russland)                                      |                                                                        |                                                                        | Wilhelm I. (Deutscher Kaiser)                                          | Wilhelm I. (Deutscher Kaiser)                                          | Wilhelm I. (Deutscher Kaiser) | Wilhelm I. (Deutscher Kaiser) | Wilhelm I. (Deutscher Kaiser)                                | Wilhelm I. (Deutscher Kaiser)                                |                                                              |                                                              | Augusta (Deutsche Kaiserin)                                  | Augusta (Deutsche Kaiserin)                                  | Augusta (Deutsche Kaiserin) | Augusta (Deutsche Kaiserin) | Augusta (Deutsche Kaiserin)                               | Augusta (Deutsche Kaiserin)                               |                                                           |                                                           |                                                           |                                                           |  |  |  |  |  |  |  |  |  |  |  |  |  |  |  |  |  |  |  |  |  |  |  |  |  |  |  |  |  |  |  |  |  |  |  |  |  |  |  |  |  |  |  |  |  |  |  |  |
|                                                                                |                                                                                |                                                                                |                                                                                |                                                                                |                                                                                |  |  |                                                                                            |                                                                                            |                                                                                            |                                                                                            |                                                                                            |                                                                                            |  |  | | | | | | |  |  |                                                                                |                                                                                |                                                                                |                                                                                |                                                                                |                                                                                |                                           |                                           |                                                              |                                                              |                                                              |                                                              |                                                              |                                                              |                                   |                                   |                                                                        |                                                                        |                                                                        |                                                                        |                                                                        |                                                                        |                               |                               |                                                              |                                                              |                                                              |                                                              |                                                              |                                                              |                             |                             |                                                           |                                                           |                                                           |                                                           |                                                           |                                                           |  |  |  |  |  |  |  |  |  |  |  |  |  |  |  |  |  |  |  |  |  |  |  |  |  |  |  |  |  |  |  |  |  |  |  |  |  |  |  |  |  |  |  |  |  |  |  |  |
|                                                                                |                                                                                |                                                                                |                                                                                |                                                                                |                                                                                |  |  |                                                                                            |                                                                                            |                                                                                            |                                                                                            |                                                                                            |                                                                                            |  |  | | | | | | |  |  |                                                                                |                                                                                |                                                                                |                                                                                |                                                                                |                                                                                |                                           |                                           |                                                              |                                                              |                                                              |                                                              |                                                              |                                                              |                                   |                                   |                                                                        |                                                                        |                                                                        |                                                                        |                                                                        |                                                                        |                               |                               |                                                              |                                                              |                                                              |                                                              |                                                              |                                                              |                             |                             |                                                           |                                                           |                                                           |                                                           |                                                           |                                                           |  |  |  |  |  |  |  |  |  |  |  |  |  |  |  |  |  |  |  |  |  |  |  |  |  |  |  |  |  |  |  |  |  |  |  |  |  |  |  |  |  |  |  |  |  |  |  |  |
|                                                                                |                                                                                |                                                                                |                                                                                |                                                                                |                                                                                |  |  |                                                                                            |                                                                                            |                                                                                            |                                                                                            |                                                                                            |                                                                                            |  |  | Eduard VII. (König des Vereinigten Königreiches Großbritannien und Irland)                             | Eduard VII. (König des Vereinigten Königreiches Großbritannien und Irland)                             | Eduard VII. (König des Vereinigten Königreiches Großbritannien und Irland)                             | Eduard VII. (König des Vereinigten Königreiches Großbritannien und Irland)                             | Eduard VII. (König des Vereinigten Königreiches Großbritannien und Irland)                             | Eduard VII. (König des Vereinigten Königreiches Großbritannien und Irland)                             |  |  | Victoria (Deutsche Kaiserin)                                                   | Victoria (Deutsche Kaiserin)                                                   | Victoria (Deutsche Kaiserin)                                                   | Victoria (Deutsche Kaiserin)                                                   | Victoria (Deutsche Kaiserin)                                                   | Victoria (Deutsche Kaiserin)                                                   |                                           |                                           | Friedrich III. (Deutscher Kaiser)                            | Friedrich III. (Deutscher Kaiser)                            | Friedrich III. (Deutscher Kaiser)                            | Friedrich III. (Deutscher Kaiser)                            | Friedrich III. (Deutscher Kaiser)                            | Friedrich III. (Deutscher Kaiser)                            |                                   |                                   | Luise (Großherzogin von Baden)                                         | Luise (Großherzogin von Baden)                                         | Luise (Großherzogin von Baden)                                         | Luise (Großherzogin von Baden)                                         | Luise (Großherzogin von Baden)                                         | Luise (Großherzogin von Baden)                                         |                               |                               |                                                              |                                                              |                                                              |                                                              |                                                              |                                                              |                             |                             |                                                           |                                                           |                                                           |                                                           |                                                           |                                                           |  |  |  |  |  |  |  |  |  |  |  |  |  |  |  |  |  |  |  |  |  |  |  |  |  |  |  |  |  |  |  |  |  |  |  |  |  |  |  |  |  |  |  |  |  |  |  |  |
|                                                                                |                                                                                |                                                                                |                                                                                |                                                                                |                                                                                |  |  |                                                                                            |                                                                                            |                                                                                            |                                                                                            |                                                                                            |                                                                                            |  |  | Eduard VII. (König des Vereinigten Königreiches Großbritannien und Irland)                             | Eduard VII. (König des Vereinigten Königreiches Großbritannien und Irland)                             | Eduard VII. (König des Vereinigten Königreiches Großbritannien und Irland)                             | Eduard VII. (König des Vereinigten Königreiches Großbritannien und Irland)                             | Eduard VII. (König des Vereinigten Königreiches Großbritannien und Irland)                             | Eduard VII. (König des Vereinigten Königreiches Großbritannien und Irland)                             |  |  | Victoria (Deutsche Kaiserin)                                                   | Victoria (Deutsche Kaiserin)                                                   | Victoria (Deutsche Kaiserin)                                                   | Victoria (Deutsche Kaiserin)                                                   | Victoria (Deutsche Kaiserin)                                                   | Victoria (Deutsche Kaiserin)                                                   |                                           |                                           | Friedrich III. (Deutscher Kaiser)                            | Friedrich III. (Deutscher Kaiser)                            | Friedrich III. (Deutscher Kaiser)                            | Friedrich III. (Deutscher Kaiser)                            | Friedrich III. (Deutscher Kaiser)                            | Friedrich III. (Deutscher Kaiser)                            |                                   |                                   | Luise (Großherzogin von Baden)                                         | Luise (Großherzogin von Baden)                                         | Luise (Großherzogin von Baden)                                         | Luise (Großherzogin von Baden)                                         | Luise (Großherzogin von Baden)                                         | Luise (Großherzogin von Baden)                                         |                               |                               |                                                              |                                                              |                                                              |                                                              |                                                              |                                                              |                             |                             |                                                           |                                                           |                                                           |                                                           |                                                           |                                                           |  |  |  |  |  |  |  |  |  |  |  |  |  |  |  |  |  |  |  |  |  |  |  |  |  |  |  |  |  |  |  |  |  |  |  |  |  |  |  |  |  |  |  |  |  |  |  |  |
|                                                                                |                                                                                |                                                                                |                                                                                |                                                                                |                                                                                |  |  |                                                                                            |                                                                                            |                                                                                            |                                                                                            |                                                                                            |                                                                                            |  |  | | | | | | |  |  |                                                                                |                                                                                |                                                                                |                                                                                |                                                                                |                                                                                |                                           |                                           |                                                              |                                                              |                                                              |                                                              |                                                              |                                                              |                                   |                                   |                                                                        |                                                                        |                                                                        |                                                                        |                                                                        |                                                                        |                               |                               |                                                              |                                                              |                                                              |                                                              |                                                              |                                                              |                             |                             |                                                           |                                                           |                                                           |                                                           |                                                           |                                                           |  |  |  |  |  |  |  |  |  |  |  |  |  |  |  |  |  |  |  |  |  |  |  |  |  |  |  |  |  |  |  |  |  |  |  |  |  |  |  |  |  |  |  |  |  |  |  |  |
|                                                                                |                                                                                |                                                                                |                                                                                |                                                                                |                                                                                |  |  |                                                                                            |                                                                                            |                                                                                            |                                                                                            |                                                                                            |                                                                                            |  |  | | | | | | |  |  |                                                                                |                                                                                |                                                                                |                                                                                |                                                                                |                                                                                |                                           |                                           |                                                              |                                                              |                                                              |                                                              |                                                              |                                                              |                                   |                                   |                                                                        |                                                                        |                                                                        |                                                                        |                                                                        |                                                                        |                               |                               |                                                              |                                                              |                                                              |                                                              |                                                              |                                                              |                             |                             |                                                           |                                                           |                                                           |                                                           |                                                           |                                                           |  |  |  |  |  |  |  |  |  |  |  |  |  |  |  |  |  |  |  |  |  |  |  |  |  |  |  |  |  |  |  |  |  |  |  |  |  |  |  |  |  |  |  |  |  |  |  |  |
| Wilhelm II. (Deutscher Kaiser)                                                 | Wilhelm II. (Deutscher Kaiser)                                                 | Wilhelm II. (Deutscher Kaiser)                                                 | Wilhelm II. (Deutscher Kaiser)                                                 | Wilhelm II. (Deutscher Kaiser)                                                 | Wilhelm II. (Deutscher Kaiser)                                                 |  |  | Charlotte (Herzogin von Sachsen-Meiningen)                                                 | Charlotte (Herzogin von Sachsen-Meiningen)                                                 | Charlotte (Herzogin von Sachsen-Meiningen)                                                 | Charlotte (Herzogin von Sachsen-Meiningen)                                                 | Charlotte (Herzogin von Sachsen-Meiningen)                                                 | Charlotte (Herzogin von Sachsen-Meiningen)                                                 |  |  | Heinrich (Großadmiral der Kaiserlichen Marine)                                                         | Heinrich (Großadmiral der Kaiserlichen Marine)                                                         | Heinrich (Großadmiral der Kaiserlichen Marine)                                                         | Heinrich (Großadmiral der Kaiserlichen Marine)                                                         | Heinrich (Großadmiral der Kaiserlichen Marine)                                                         | Heinrich (Großadmiral der Kaiserlichen Marine)                                                         |  |  | Sigismund (Prinz von Preußen)                                                  | Sigismund (Prinz von Preußen)                                                  | Sigismund (Prinz von Preußen)                                                  | Sigismund (Prinz von Preußen)                                                  | Sigismund (Prinz von Preußen)                                                  | Sigismund (Prinz von Preußen)                                                  |                                           |                                           | Viktoria (Prinzessin zu Schaumburg-Lippe)                    | Viktoria (Prinzessin zu Schaumburg-Lippe)                    | Viktoria (Prinzessin zu Schaumburg-Lippe)                    | Viktoria (Prinzessin zu Schaumburg-Lippe)                    | Viktoria (Prinzessin zu Schaumburg-Lippe)                    | Viktoria (Prinzessin zu Schaumburg-Lippe)                    |                                   |                                   | Waldemar                                                               | Waldemar                                                               | Waldemar                                                               | Waldemar                                                               | Waldemar                                                               | Waldemar                                                               |                               |                               | Sophie (Königin der Hellenen)                                | Sophie (Königin der Hellenen)                                | Sophie (Königin der Hellenen)                                | Sophie (Königin der Hellenen)                                | Sophie (Königin der Hellenen)                                | Sophie (Königin der Hellenen)                                |                             |                             | Margarethe                                                | Margarethe                                                | Margarethe                                                | Margarethe                                                | Margarethe                                                | Margarethe                                                |  |  |  |  |  |  |  |  |  |  |  |  |  |  |  |  |  |  |  |  |  |  |  |  |  |  |  |  |  |  |  |  |  |  |  |  |  |  |  |  |  |  |  |  |  |  |  |  |

## Ehrungen
- Doktoringenieur ehrenhalber der Technischen Hochschule Charlottenburg (1899)
- Ehrendoktorate im Ausland, u. a. der Harvard University (1902)
- Bandverleihung des Corps Holsatia (1923)[21]